# São Pedro (Ponta Delgada)
São Pedro is een plaats (freguesia) in de Portugese gemeente Ponta Delgada en telt 7177 inwoners (2001).

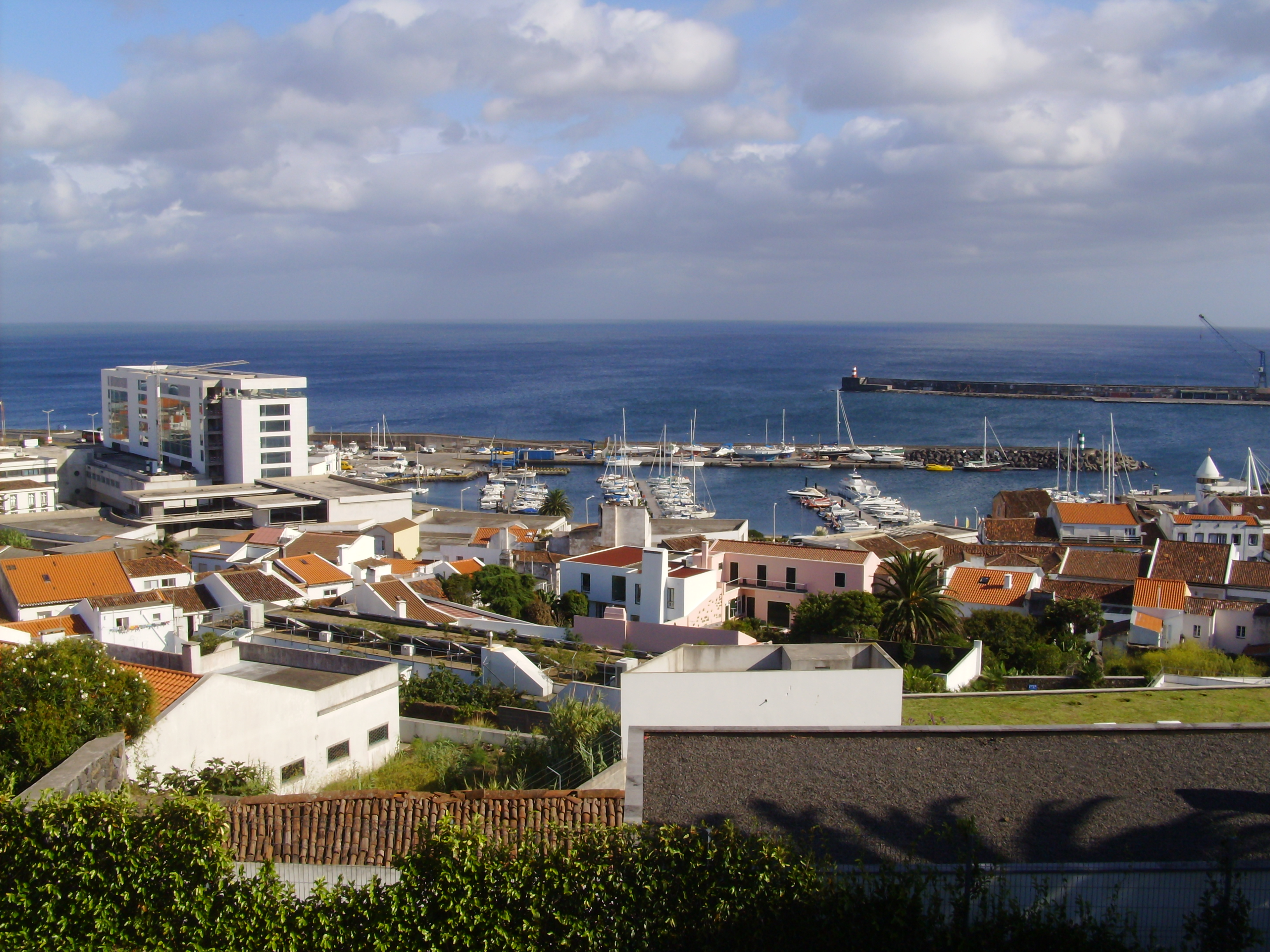
Haven van São Pedro
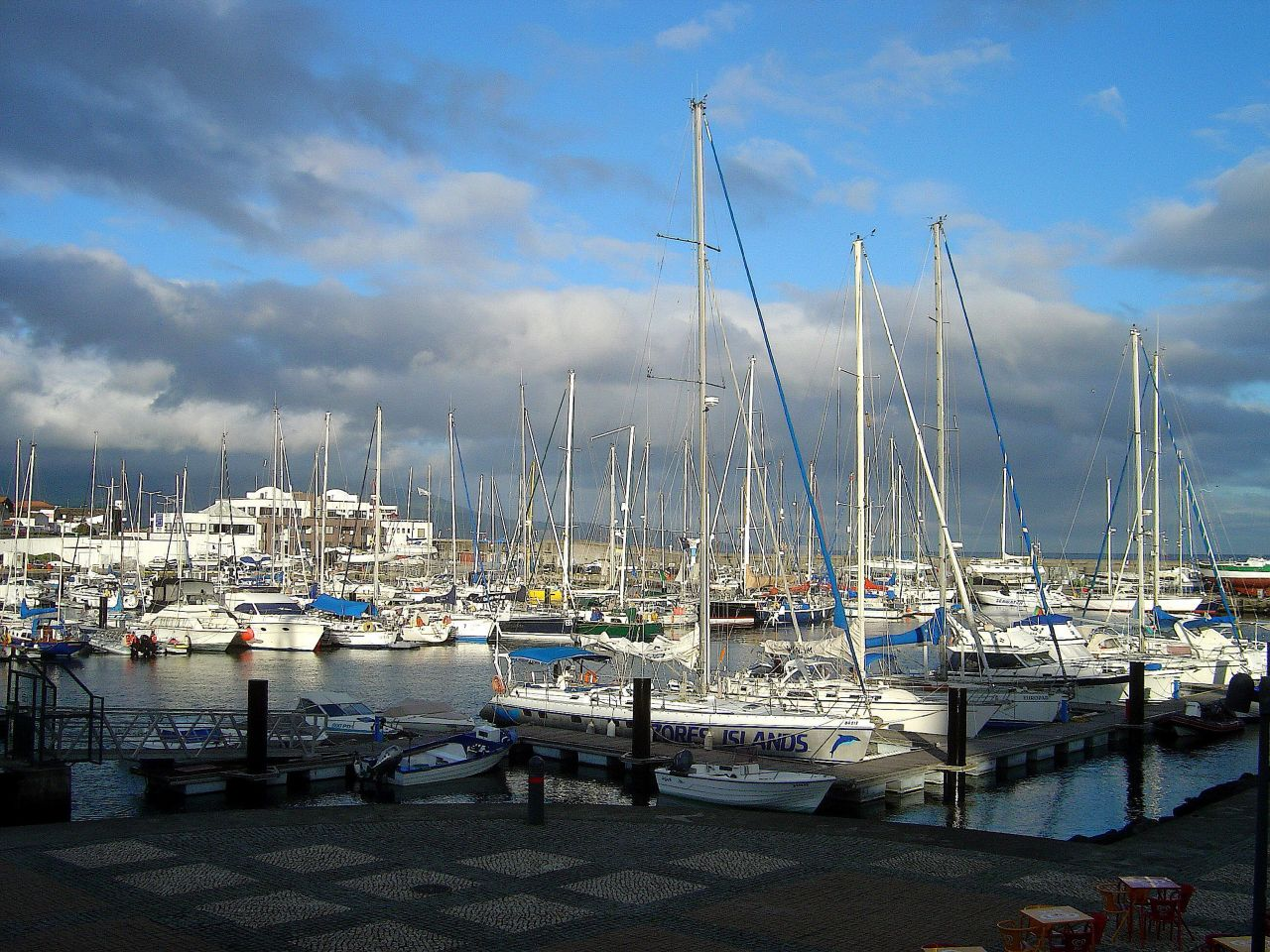
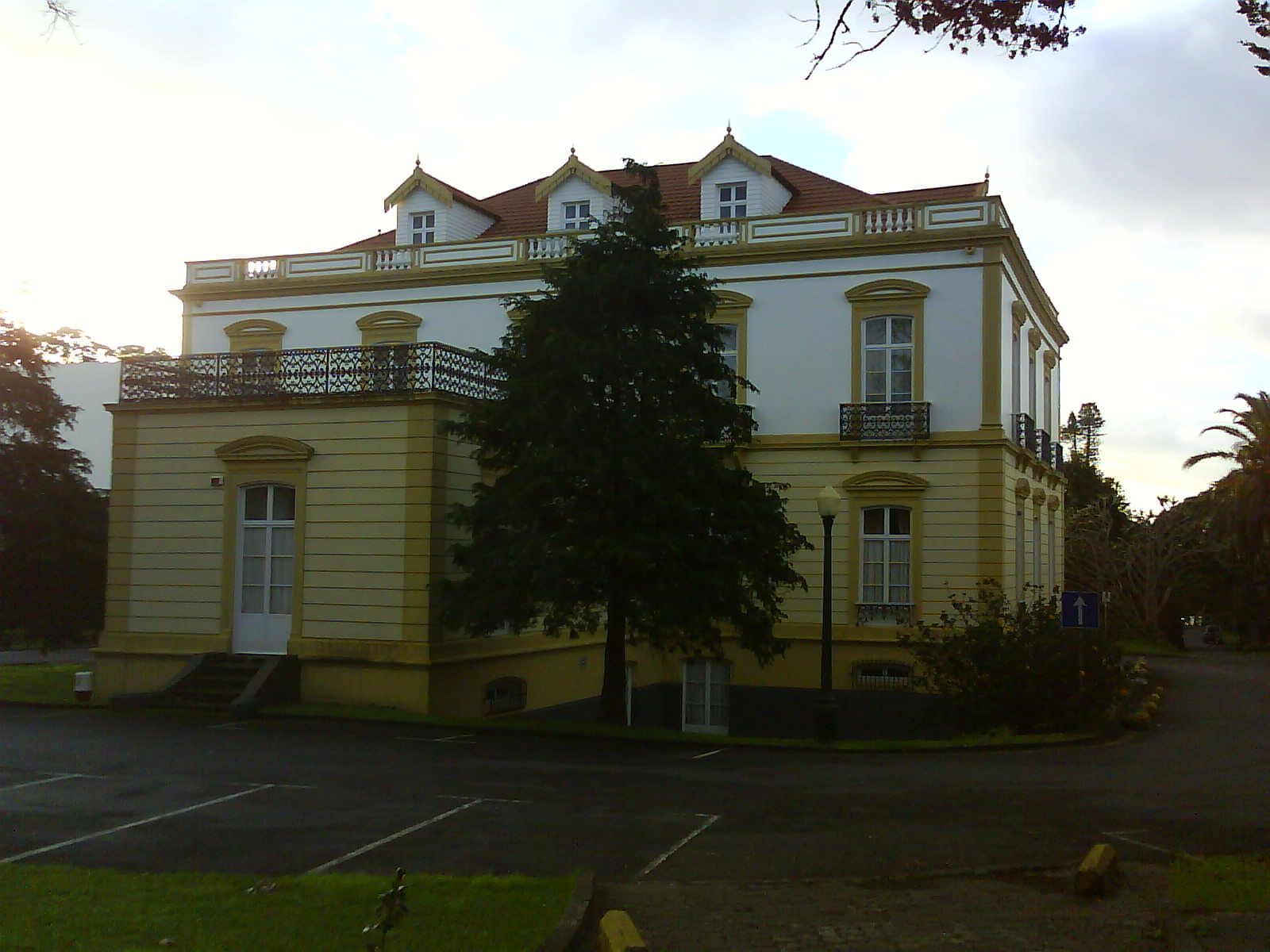
Universidade Açores Reitoria, São Pedro
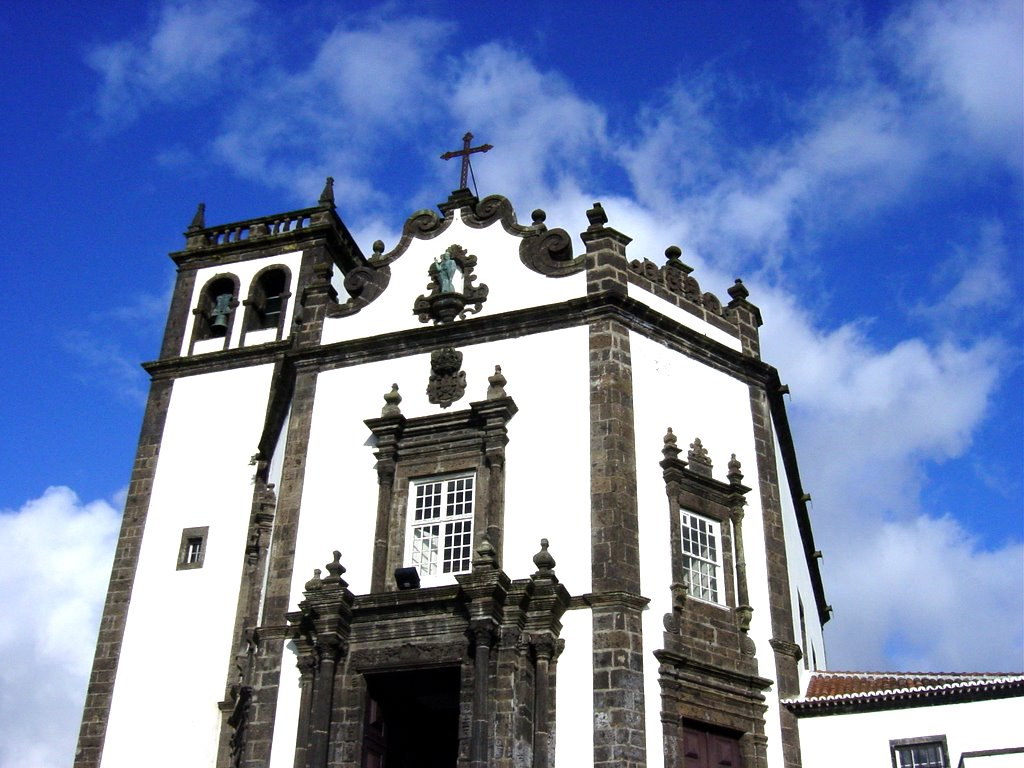
San Miguelkerk
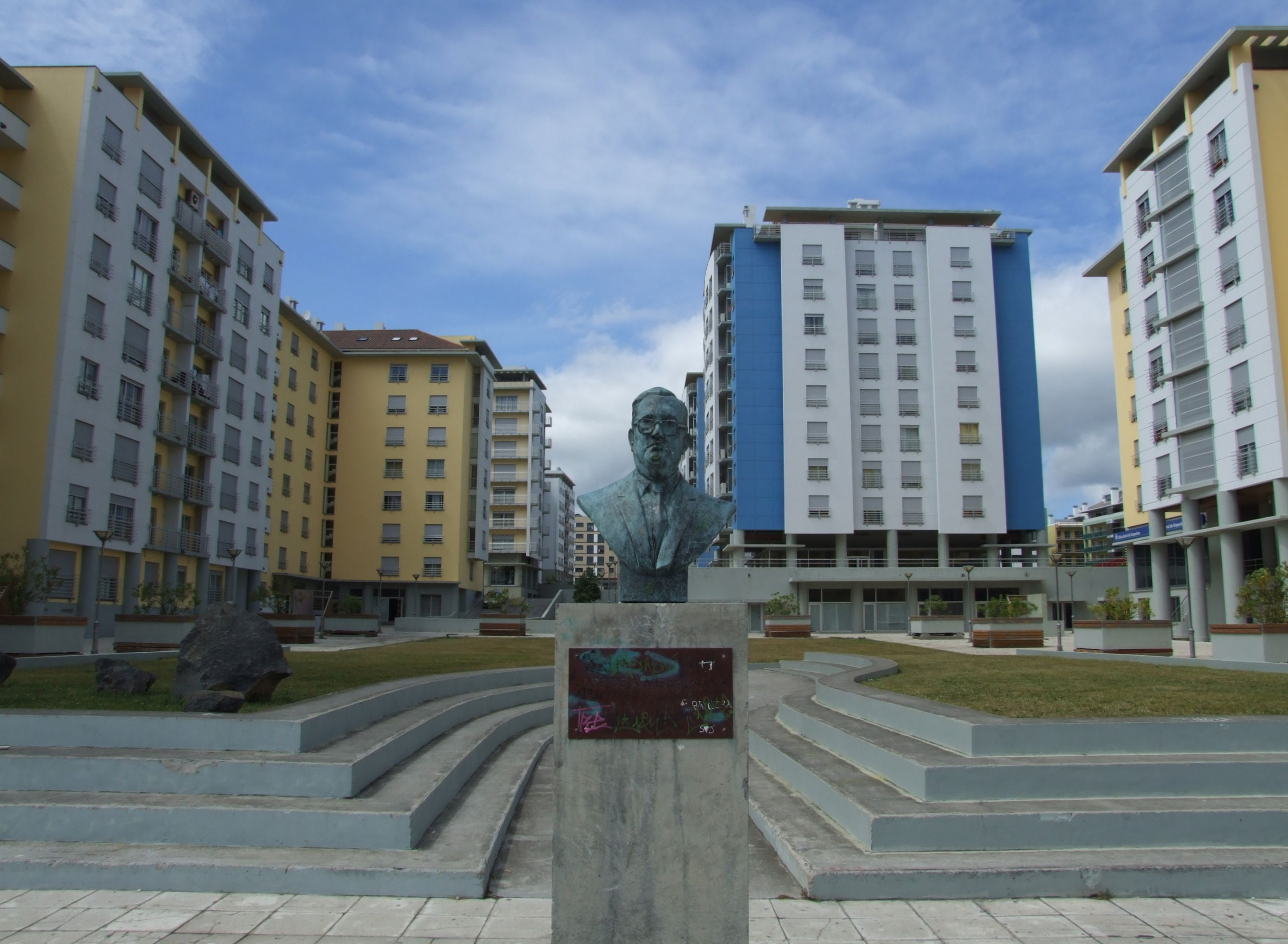
Centrum